# سيرجيو غارسيا راميريز
سيرجيو غارسيا راميريز (بالإسبانية: Sergio García Ramírez)‏ هو محامي وقاضي وسياسي مكسيكي، ولد في 1 فبراير 1938 في غوادالاخارا في المكسيك. حزبياً، نشط في الحزب الثوري المؤسساتي.